# Проскуріна Марія Олегівна
Проскуріна Марія Олегівна (нар. 21 червня 1986, Київ) – українська науковиця, доктор економічних наук (2018), професор (2022), доцент кафедри фешн та шоу-бізнесу Київського національного університету культури і мистецтв, перша заступниця голови Ради молодих вчених при Міністерстві культури та інформаційної політики України.

## Життєпис
Марія Олегівна Проскуріна народилася 21 червня в місті Києві. У 2008 році закінчила Київський національний економічний університет імені Вадима Гетьмана.

## Професійна діяльність
- 2009 - працівник у Київському славістичному університеті
- 2012 – працівник у Київському національному університеті культури і мистецтв
- 2014 – працівник у Київському університеті культури
- 2023 – професор кафедри івент-менеджменту, фешн та шоу-бізнесу;
- 2015-2018  – провідний науковий співробітник Українського центру культурних досліджень[1].

## Наукові дослідження
- економіка культури,
- культурні та креативні індустрії,
- державне регулювання креативного сектору,
- циклічна динаміка соціально-економічних систем.

## Основні навчальні курси
Креативні індустрії
Менеджмент і маркетинг мистецтв 
Продюсування

## Профілі
- Google Scholar: https://scholar.google.com.ua/citations?hl=uk&user=H29WpUcAAAAJ

- ORСID iD: https://orcid.org/0000-0002-7701-9784

- Scopus Author Identifier: 57192719972